# Keboireng
Keboireng is een bestuurslaag in het regentschap Tulungagung van de provincie Oost-Java, Indonesië. Keboireng telt 2632 inwoners (volkstelling 2010).